# Olivière
L'Olivière est une variété d'olive cultivée principalement dans le Roussillon, où elle est la plus répandue des variétés. 

## Diffusion
Cette variété est particulièrement fréquente dans les Pyrénées-Orientales, mais aussi dans l'Aude et l'Hérault. Elle a été acclimatée en Italie, en Algérie, ainsi qu'en Chine.[réf. nécessaire]

## Synonyme
L'olivière apparait pour la première fois chez Magnol en 1676, sous la désignation Oliva media oblonga angulosa . Elle a été autrefois désignée par les synonymes "Ouana" et "Palma" dans l'ouest de son aire de culture.

## Caractéristiques
Très appréciée pour sa forte résistance au froid, l'olivière est principalement utilisé pour l'huile, et même si le fruit donne un faible rendement, les arbres produisant de grandes quantités d'olives. Elle produit une huile de qualité, au fruité intense marqué par un goût de tomate.